# Chaspinhac
Chaspinhac [ʃaspiɲak] est une commune française située dans le département de la Haute-Loire en région Auvergne-Rhône-Alpes.

## Géographie

### Localisation
La commune de Chaspinhac se trouve dans le département de la Haute-Loire, en région Auvergne-Rhône-Alpes.
Elle se situe à 13 km par la route du Puy-en-Velay, préfecture du département.
Les communes les plus proches sont : 
Malrevers (2,2 km), Le Monteil (3,3 km), Chadrac (3,9 km), Blavozy (4,2 km), Brives-Charensac (4,6 km), Beaulieu (4,7 km), Lavoûte-sur-Loire (4,7 km), Saint-Étienne-Lardeyrol (4,7 km).
| Blanzac    | Lavoûte-sur-Loire     | Malrevers |
| Polignac   | Chaspinhac            |           |
| Le Monteil | Saint-Germain-Laprade | Blavozy   |

### Climat
Pour des articles plus généraux, voir Climat d'Auvergne-Rhône-Alpes et Climat de la Haute-Loire.
En 2010, le climat de la commune est de type climat des marges montargnardes, selon une étude du Centre national de la recherche scientifique s'appuyant sur une série de données couvrant la période 1971-2000. En 2020, Météo-France publie une typologie des climats de la France métropolitaine dans laquelle la commune est exposée à un climat de montagne ou de marges de montagne et est dans la région climatique Sud-est du Massif Central, caractérisée par une pluviométrie annuelle de 1 000 à 1 500 mm, minimale en été, maximale en automne.
Pour la période 1971-2000, la température annuelle moyenne est de 8,9 °C, avec une amplitude thermique annuelle de 16,2 °C. Le cumul annuel moyen de précipitations est de 837 mm, avec 8,5 jours de précipitations en janvier et 7,2 jours en juillet. Pour la période 1991-2020, la température moyenne annuelle observée sur la station météorologique de Météo-France la plus proche, « Le Puy-Chadrac », sur la commune de Chadrac à 4 km à vol d'oiseau, est de 10,4 °C et le cumul annuel moyen de précipitations est de 632,0 mm,. Pour l'avenir, les paramètres climatiques de la commune estimés pour 2050 selon différents scénarios d'émission de gaz à effet de serre sont consultables sur un site dédié publié par Météo-France en novembre 2022.

### Géologie et relief
Chaspinhac, situé au cœur du Velay, présente un terrain granitique et volcanique, avec une altitude variant entre 572 et 937 m.

## Urbanisme

### Typologie
Au 1er janvier 2024, Chaspinhac est catégorisée commune rurale à habitat dispersé, selon la nouvelle grille communale de densité à sept niveaux définie par l'Insee en 2022.
Elle est située hors unité urbaine. Par ailleurs la commune fait partie de l'aire d'attraction du Puy-en-Velay, dont elle est une commune de la couronne,. Cette aire, qui regroupe 59 communes, est catégorisée dans les aires de 50 000 à moins de 200 000 habitants,.

### Occupation des sols
L'occupation des sols de la commune, telle qu'elle ressort de la base de données européenne d’occupation biophysique des sols Corine Land Cover (CLC), est marquée par l'importance des forêts et milieux semi-naturels (53,1 % en 2018), en diminution par rapport à 1990 (55,3 %). La répartition détaillée en 2018 est la suivante : 
forêts (46,4 %), zones agricoles hétérogènes (27,2 %), prairies (15,5 %), milieux à végétation arbustive et/ou herbacée (6,7 %), zones urbanisées (4,2 %). L'évolution de l’occupation des sols de la commune et de ses infrastructures peut être observée sur les différentes représentations cartographiques du territoire : la carte de Cassini (XVIIIe siècle), la carte d'état-major (1820-1866) et les cartes ou photos aériennes de l'IGN pour la période actuelle (1950 à aujourd'hui).

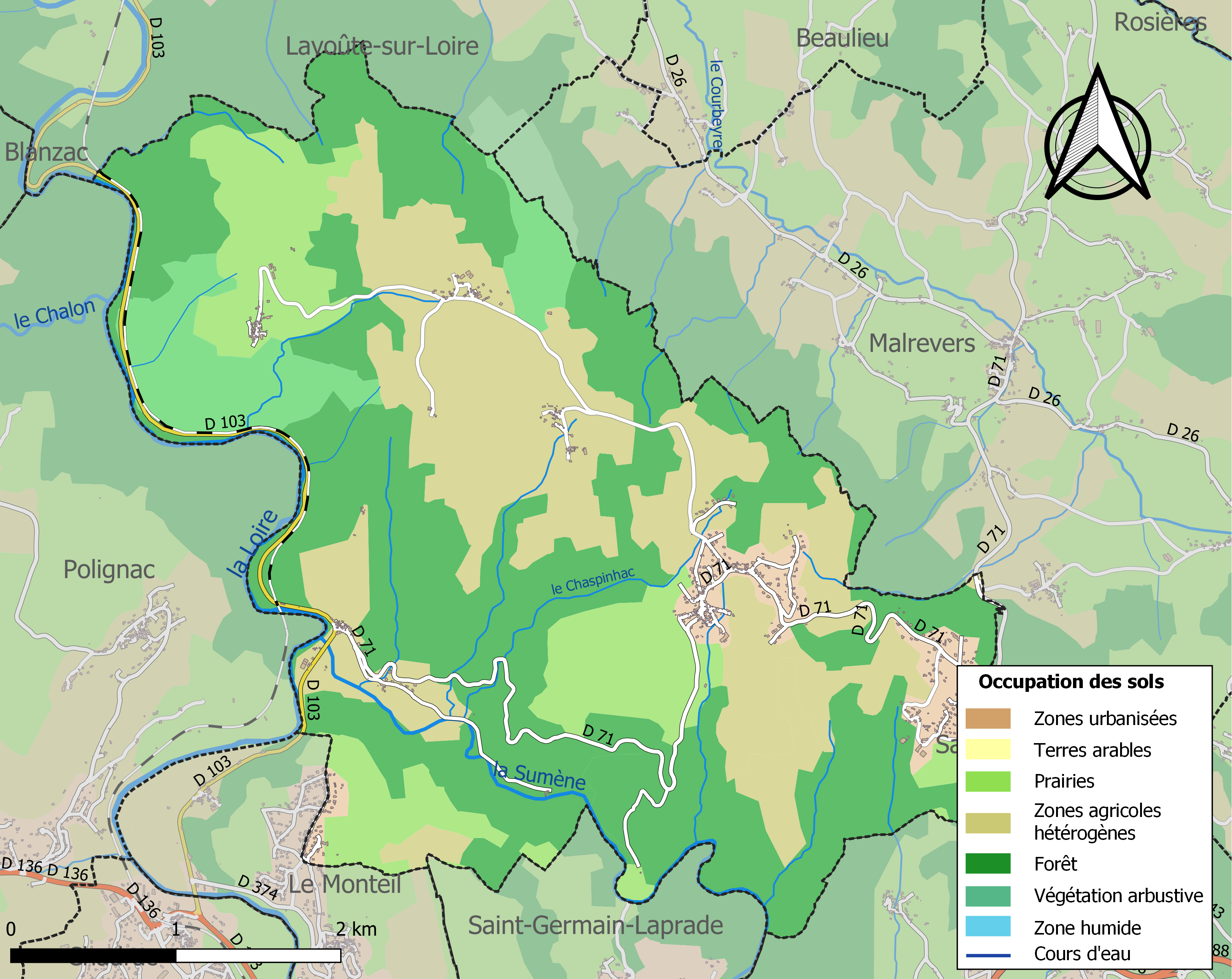
Carte des infrastructures et de l'occupation des sols de la commune en 2018 (CLC).
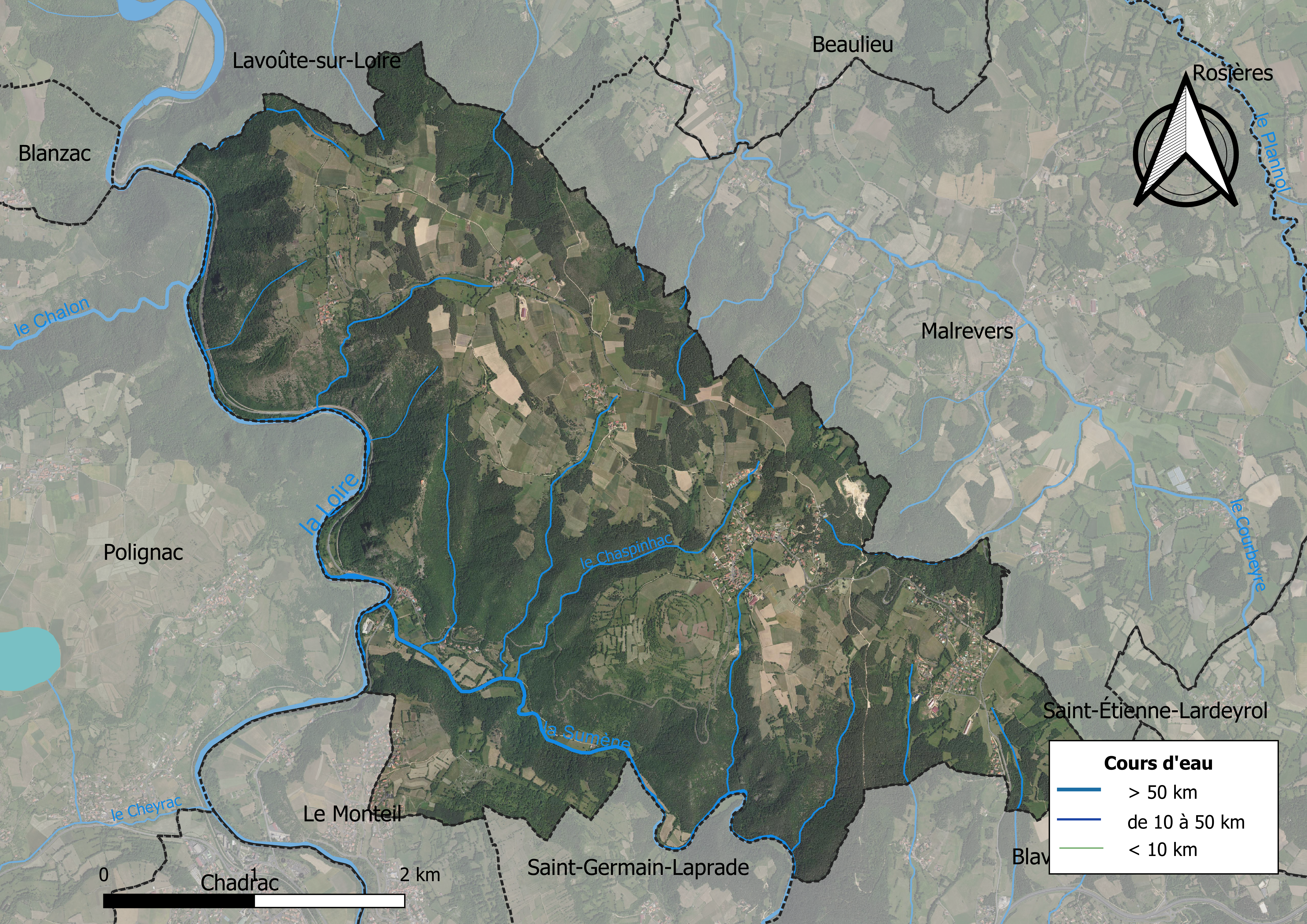
Carte orthophotographique de la commune.

### Habitat et logement
En 2018, le nombre total de logements dans la commune était de 370, alors qu'il était de 355 en 2013 et de 318 en 2008.
Parmi ces logements, 86,5 % étaient des résidences principales, 8,4 % des résidences secondaires et 5,1 % des logements vacants. Ces logements étaient pour 99,2 % d'entre eux des maisons individuelles et pour 0,8 % des appartements.
Le tableau ci-dessous présente la typologie des logements à Chaspinhac en 2018 en comparaison avec celle de la Haute-Loire et de la France entière. Une caractéristique marquante du parc de logements est ainsi une proportion de résidences secondaires et logements occasionnels (8,4 %) inférieure à celle du département (16,1 %) mais supérieure à celle de la France entière (9,7 %). Concernant le statut d'occupation de ces logements, 86,3 % des habitants de la commune sont propriétaires de leur logement (89,3 % en 2013), contre 70 % pour la Haute-Loire et 57,5 pour la France entière.
| Typologie                                               | Chaspinhac | Haute-Loire | France entière |
| ------------------------------------------------------- | ---------- | ----------- | -------------- |
| Résidences principales (en %)                           | 86,5       | 71,5        | 82,1           |
| Résidences secondaires et logements occasionnels (en %) | 8,4        | 16,1        | 9,7            |
| Logements vacants (en %)                                | 5,1        | 12,4        | 8,2            |

## Toponymie
Anciennes mentions : Ecclesia S. Juliani Caspiniaci (1119), Eccl. S. Juliani Chaspiniaci (1179), Chaspinnac (1210), Chaspinac (1238), Chaspiniac (1245), Capellanus de Chaspinhac (XVe siècle).
Chaspinhac vient du nom latin d'homme *Caspinius, inattesté, dérivé de Caspius ; c'est un nom d'origine « de la mer Caspienne », avec le suffixe -acum.

## Histoire
En 1865, une portion du territoire communal est cédée, avec également une contribution territoriale de la commune voisine de Rosières, pour constituer la commune de Malrevers.
En 1866, Chaspinhac absorbe la commune voisine de Saint-Quentin pour devenir Saint-Quentin-Chaspinhac. Ce sera en 1922 que la commune adoptera le nom raccourci de Chaspignac ; cette commune de Saint-Quentin porta, au cours de la période révolutionnaire de la Convention nationale (1792-1795), le nom de Mont-Quentin.

## Politique et administration

### Découpage territorial
La commune de Chaspinhac est membre de la communauté d'agglomération du Puy-en-Velay, un établissement public de coopération intercommunale (EPCI) à fiscalité propre créé le 26 décembre 2016 dont le siège est à Le Puy-en-Velay. Ce dernier est par ailleurs membre d'autres groupements intercommunaux.
Sur le plan administratif, elle est rattachée à l'arrondissement du Puy-en-Velay, au département de la Haute-Loire, en tant que circonscription administrative de l'État, et à la région Auvergne-Rhône-Alpes.
Sur le plan électoral, elle dépend du canton du Puy-en-Velay-2 pour l'élection des conseillers départementaux, depuis le redécoupage cantonal de 2014 entré en vigueur en 2015, et de la deuxième circonscription de la Haute-Loire   pour les élections législatives, depuis le redécoupage électoral de 1986.

### Liste des maires
| Période                                  | Période                    | Identité       | Étiquette | Qualité  |
| ---------------------------------------- | -------------------------- | -------------- | --------- | -------- |
| Les données manquantes sont à compléter. |                            |                |           |          |
| mars 2001                                | En cours (au 27 août 2014) | Bernard Robert | PCF       | Retraité |

## Population et société

### Démographie

#### Évolution démographique
L'évolution du nombre d'habitants est connue à travers les recensements de la population effectués dans la commune depuis 1793. Pour les communes de moins de 10 000 habitants, une enquête de recensement portant sur toute la population est réalisée tous les cinq ans, les populations de référence des années intermédiaires étant quant à elles estimées par interpolation ou extrapolation. Pour la commune, le premier recensement exhaustif entrant dans le cadre du nouveau dispositif a été réalisé en 2008.

En 2022, la commune comptait 881 habitants, en évolution de +5,76 % par rapport à 2016 (Haute-Loire : +0,36 %, France hors Mayotte : +2,11 %).
| 1793  | 1800  | 1806  | 1821  | 1831  | 1836  | 1841  | 1846  | 1851  |
| ----- | ----- | ----- | ----- | ----- | ----- | ----- | ----- | ----- |
| 1 333 | 1 040 | 1 246 | 1 119 | 1 085 | 1 434 | 1 499 | 1 556 | 1 545 |

| 1856  | 1861  | 1866  | 1872 | 1876 | 1881 | 1886 | 1891 | 1896 |
| ----- | ----- | ----- | ---- | ---- | ---- | ---- | ---- | ---- |
| 1 565 | 1 504 | 1 085 | 733  | 734  | 743  | 750  | 758  | 710  |

| 1901 | 1906 | 1911 | 1921 | 1926 | 1931 | 1936 | 1946 | 1954 |
| ---- | ---- | ---- | ---- | ---- | ---- | ---- | ---- | ---- |
| 700  | 729  | 716  | 563  | 591  | 555  | 514  | 433  | 314  |

| 1962 | 1968 | 1975 | 1982 | 1990 | 1999 | 2006 | 2008 | 2013 |
| ---- | ---- | ---- | ---- | ---- | ---- | ---- | ---- | ---- |
| 279  | 229  | 258  | 386  | 484  | 540  | 671  | 709  | 783  |

| 2018 | 2022 | - | - | - | - | - | - | - |
| ---- | ---- | - | - | - | - | - | - | - |
| 858  | 881  | - | - | - | - | - | - | - |

#### Pyramide des âges
La population de la commune est relativement jeune.
En 2018, le taux de personnes d'un âge inférieur à 30 ans s'élève à 36,5 %, soit au-dessus de la moyenne départementale (31 %). À l'inverse, le taux de personnes d'âge supérieur à 60 ans est de 20,6 % la même année, alors qu'il est de 31,1 % au niveau départemental.
En 2018, la commune comptait 428 hommes pour 430 femmes, soit un taux de 50,12 % de femmes, légèrement inférieur au taux départemental (50,87 %).
Les pyramides des âges de la commune et du département s'établissent comme suit.
| Hommes | Classe d’âge | Femmes |
| ------ | ------------ | ------ |
| 0,5    | 90 ou +      | 0,2    |
| 5,1    | 75-89 ans    | 5,6    |
| 15,9   | 60-74 ans    | 14,0   |
| 22,2   | 45-59 ans    | 22,3   |
| 20,3   | 30-44 ans    | 20,9   |
| 12,4   | 15-29 ans    | 11,2   |
| 23,6   | 0-14 ans     | 25,8   |

| Hommes | Classe d’âge | Femmes |
| ------ | ------------ | ------ |
| 0,9    | 90 ou +      | 2,5    |
| 8,4    | 75-89 ans    | 11,7   |
| 20,4   | 60-74 ans    | 20,5   |
| 21,3   | 45-59 ans    | 20,3   |
| 16,8   | 30-44 ans    | 16,3   |
| 15,2   | 15-29 ans    | 13,2   |
| 17     | 0-14 ans     | 15,6   |

## Économie

### Revenus
En 2018, la commune compte 324 ménages fiscaux, regroupant 864 personnes. La médiane du revenu disponible par unité de consommation est de 23 150 € (20 800 € dans le département).

### Emploi
| Division       | 2008  | 2013  | 2018  |
| -------------- | ----- | ----- | ----- |
| Commune        | 4,1 % | 3 %   | 3,3 % |
| Département    | 6,3 % | 7,7 % | 7,7 % |
| France entière | 8,3 % | 10 %  | 10 %  |

En 2018, la population âgée de 15 à 64 ans s'élève à 518 personnes, parmi lesquelles on compte 77,8 % d'actifs (74,5 % ayant un emploi et 3,3 % de chômeurs) et 22,2 % d'inactifs,. Depuis 2008, le taux de chômage communal (au sens du recensement) des 15-64 ans est inférieur à celui de la France et du département.
La commune fait partie de la couronne de l'aire d'attraction du Puy-en-Velay, du fait qu'au moins 15 % des actifs travaillent dans le pôle,. Elle compte 67 emplois en 2018, contre 66 en 2013 et 62 en 2008. Le nombre d'actifs ayant un emploi résidant dans la commune est de 386, soit un indicateur de concentration d'emploi de 17,2 % et un taux d'activité parmi les 15 ans ou plus de 62,4 %.
Sur ces 386 actifs de 15 ans ou plus ayant un emploi, 33 travaillent dans la commune, soit 9 % des habitants. Pour se rendre au travail, 94,6 % des habitants utilisent un véhicule personnel ou de fonction à quatre roues, 0,3 % les transports en commun, 2,1 % s'y rendent en deux-roues, à vélo ou à pied et 3,1 % n'ont pas besoin de transport (travail au domicile).

## Culture locale et patrimoine

### Lieux et monuments
- Église Saint-Julien de Saint-Quentin-Chaspinhac ;
- Mont Serre.

### Personnalités liées à la commune
- Le romancier et cinéaste Sébastien Japrisot a tourné une partie de son film Les Mal partis (1976) à Chaspinhac.